# Parque Natural da Serra de São Mamede
O Parque Natural da Serra de São Mamede (PNSSM) é uma área protegida portuguesa, situada na Serra de São Mamede, na região fronteiriça do nordeste Alentejano. Ocupa uma área aproximada de 56000ha, distribuídos por quatro concelhos do distrito de Portalegre:
- Portalegre
- Castelo de Vide
- Marvão
- Arronches

A zona sul do parque apresenta um relevo suave e ondulado, com uma altitude que varia entre 300 e 400 m. O Patamar de Portalegre, que se situa a uma altitude de 400 a 500 m, forma uma espécie de degrau que sobressai da zona sul do parque. Constitui uma zona de transição entre a paisagem tradicional alentejana e a serra.
A serra propriamente dita, que se situa na sua maioria a norte e centro da área do parque, com altitudes superiores a 800 m, é uma zona marcada paisagisticamente pelo atravessamento de cristas quartzíticas e por relevos proeminentes.
A criação do Parque Natural marca, em consonância com o seu património natural e paisagístico, o início de um processo de restauro dos sistemas agrícolas tradicionais da serra, em degradação desde finais do século XIX pelas campanhas cerealíferas.
A agricultura continua a ser a actividade económica dominante nesta região.
Na zona mais serrana, a norte, predomina a pequena e média propriedade, com uma utilização diversificada que resulta da consequente compartimentação do espaço: carvalhais, soutos e montados de sobro, alternando com olivais, pinhais e eucaliptais, e o sequeiro alternando com pequenos regadios e matos, nos terrenos de maior altitude.
A sul, a pequena e média propriedade é substituída pela grande propriedade, predominando a agricultura extensiva de sequeiro, por vezes em associação com o montado de sobro e azinho e a criação de gado.

## Clima
‎As  morfológias do PNSSM influenciam o tipo de clima existente na região. Este apresenta um período seco acentuado no Verão e um Inverno frio e chuvoso, situação que ocorre devido à sua elevada altitude, que faz com que a serra sofra uma influência continental ibérica e uma atlântica.
As linhas de maior altitude da serra têm uma orientação NW-SE o que leva a que as encostas viradas a S-SE sejam quentes e secas enquanto as encostas a N-NW sejam frias e húmidas. Os ventos dominantes são os de quadrante norte, noroeste e oeste, que atenuam o calor e secura estivais mantendo as chuvas mais abundantes.
A acção do ar marinho leva a que haja uma menor amplitude térmica e maior precipitação anual em relação à zona envolvente.
A posição geográfica e topográfica da Serra de São Mamede faz dela a mais elevada a sul do Tejo, assim combinando as altitudes com as diferentes exposições, sendo possível encontrar espécies vegetais com características mediterrâneas, atlânticas e centro-europeias.
Além disso a serra constitui o limite sul de Portugal para algumas plantas comuns de carácter atlântico e o limite sudoeste da Europa para a distribuição de algumas espécies.

## Flora do parque

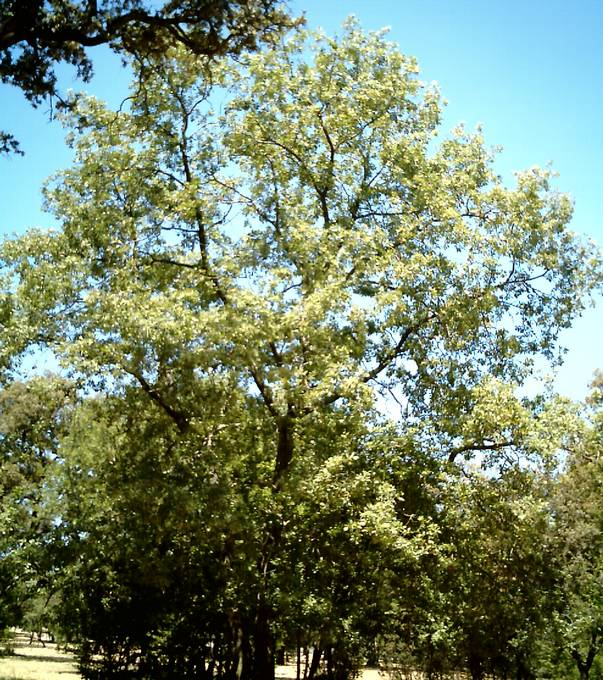
Carvalho-negral.

Encontram-se assim áreas edafoclimáticas muito distintas que se associam a unidades de paisagem diferenciadas:
- Nas encostas viradas a norte, mais frescas e húmidas, estamos em presença de condições marcadamente atlânticas. Teríamos como vegetação clímax o domínio de:
- Carvalho-negral (Quercus pyrenaica)

Todavia, estes foram inicialmente substituídos, por acção antropogénica, por:
- Castanheiros (Castanea sativa)
- Pinheiro-bravo (Pinus pinaster)

Os matos são dominados por
- Estevas (Cistus hirsutus, Cistus psilosepalus)
- Tojo (Ulex minor)

Nas encostas viradas a sul, mais quentes, a panorâmica é bem diferente uma vez que o clima é marcadamente mediterrâneo, sendo a espécie dominante:
- Sobreiro (Quercus suber)

Os matos dominantes são xarais mediterrâneos dominados por:
- Esteva (Cistus ladanifer)

Nas zonas limites do Parque encontramos um tipo de vegetação tipicamente mediterrânea com predominância de:
- Sobro (Quercus suber)
- Azinho (Quercus rotundifólia)
- Pastagens

Na área do Parque encontram-se diversas espécies rupícolas e casmófitas, de habitats rochosos ao longo das cristas e dos afloramentos rochosos. Evidencia-se:
- Armeria (Franesi)
- Silene acutifolia
- Linaria sexatilis
- Umbilicus heilandianus
- Narcisus
- Pseudonarcisus
- Cheilanthus hispanica

Em menor altitude surgem espécies típicas como:
- Viscum cruciatum
- Euphorbia welwitschii
- Euphorbia matritensis
- Euphorbia micaensis
- Daucus setifolius
- Lamium bifidum.

## Fauna do parque
Toda a variedade de biótopos que caracteriza o PNSSM associada aos diversos tipos de habitats, proporciona uma grande riqueza faunística.
A área do parque é de grande importância a nível ornitológico, tanto no território nacional como da Península Ibérica, fazendo parte da rota migratória de muitas espécies de aves entre a Europa e a África. Foram inventariadas pelo Atlas das Aves do PNSSM cerca de 150 espécies em que 40 nidificam no Parque, das quais se destacam espécies com estatuto de conservação da natureza, como é o caso de:
- Águia-de-bonelli (Hieraaetus fasciatus)
- Grifo (Gyps fulvus)
- Abutre-preto (Aegypius monachus)

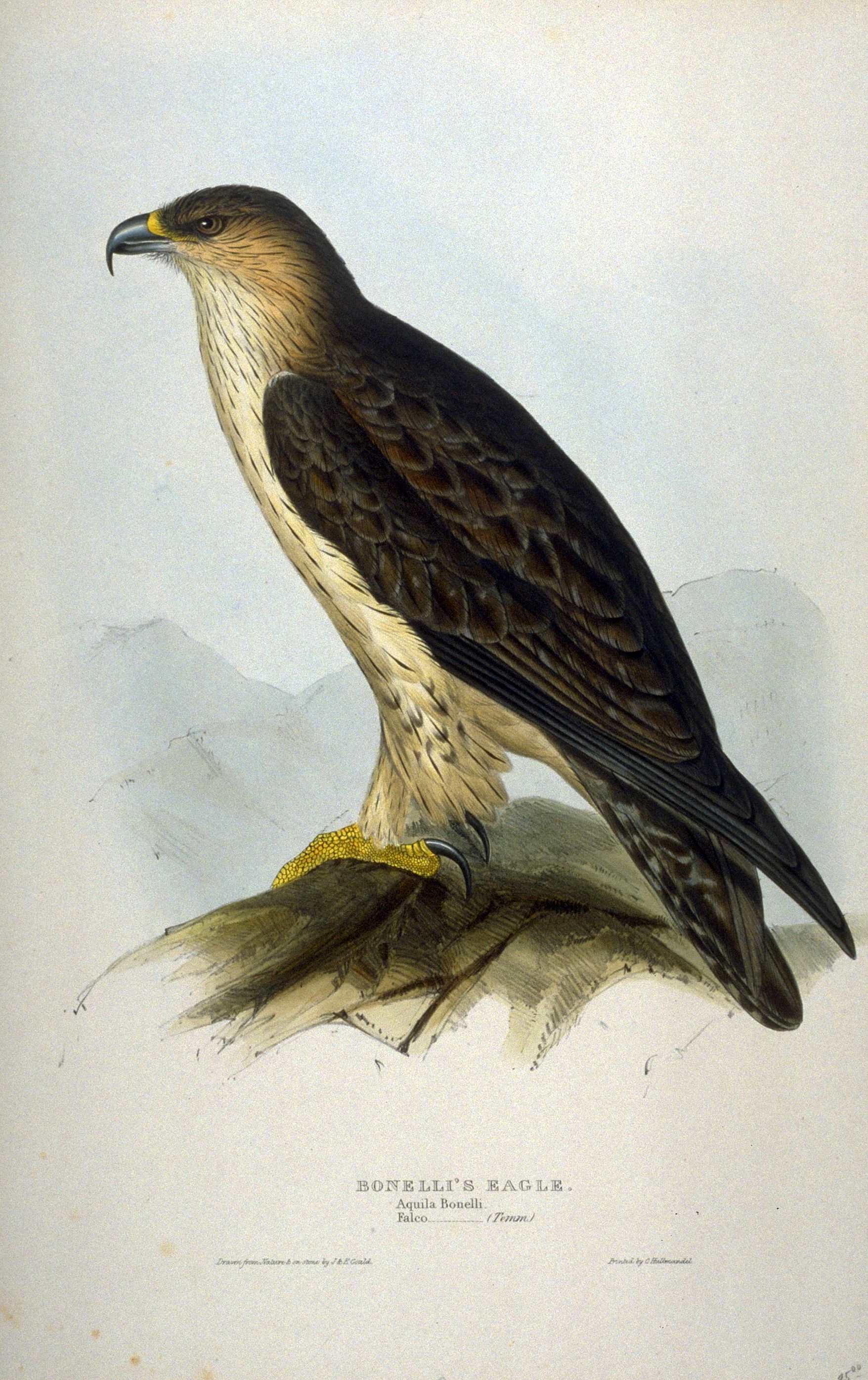
Águia-de-bonelli.

- Rabirruivo-de-testa-branca (Phoenicurus phoenicurus)
- Chasco-preto (Oenanthe leucura)
- Milhafre (Milvus migrans)
- Bufo-real (Bubo bubo)
- Águia-cobreira (Circaetus gallicus)
- Gavião-da-europa (Accipiter nisus)
- Peneireiro-cinzento (Elanus caeruleus)
- Perdiz-comum (Alectoris rufa)
- Melro-preto (Turdus merula)
- Chapim-preto (Parus ater)
- Chapim-real (Parus major)
- Chapim-azul (Parus caeruleus)
- Chapim-rabilongo (Aegithalos caudatus)
- Gaio-comum (Garrulus glandarius)
- Cartaxo-comum (Saxicola torquata)
- Pisco-de-peito-ruivo (Erithacus rubecula)

Quanto à mamofauna temos a presença de espécies como:
- Lontra (Lutra lutra)
- Rato-de-cabrera (Microtus cabrerae)

Quanto aos mamíferos mais comuns temos:
- Texugo (Meles meles)
- Tourão (Mustela putorius)
- Doninha (Mustela nivalis)
- Sacarrabos (Herpestres ichneumeon)
- Geneta (Genetta genetta)
- Gato-bravo (Felis silvestris)
- Raposa (Vulpes vulpes)
- Coelho-bravo (Oryctolalus cuniculus)
- Javali (Sus scrofa)
- Fuínha (Martes foina)
- Lebre (Lepus capensis)
- Veado (Cervus elaphus)

Na antiga mina de chumbo da Cova da Moura, bem como em grutas calcárias, encontram-se importantes colónias de:
- Quirópteros (morcegos)

sendo aquela considerada uma das mais importantes da Europa.
Existe ainda nesta área a presença de numerosos anfíbios e répteis de entre os quais se destacam:
- Lagarto-de-água (Lacerta schreiberi )
- Sapo-parteiro-ibérico (Alytes cisternasii )
- Tritão-ibérico (Triturus boscai )
- Cágados (Emys orbicularis e Mauremys caspica)